# نقد كتابي

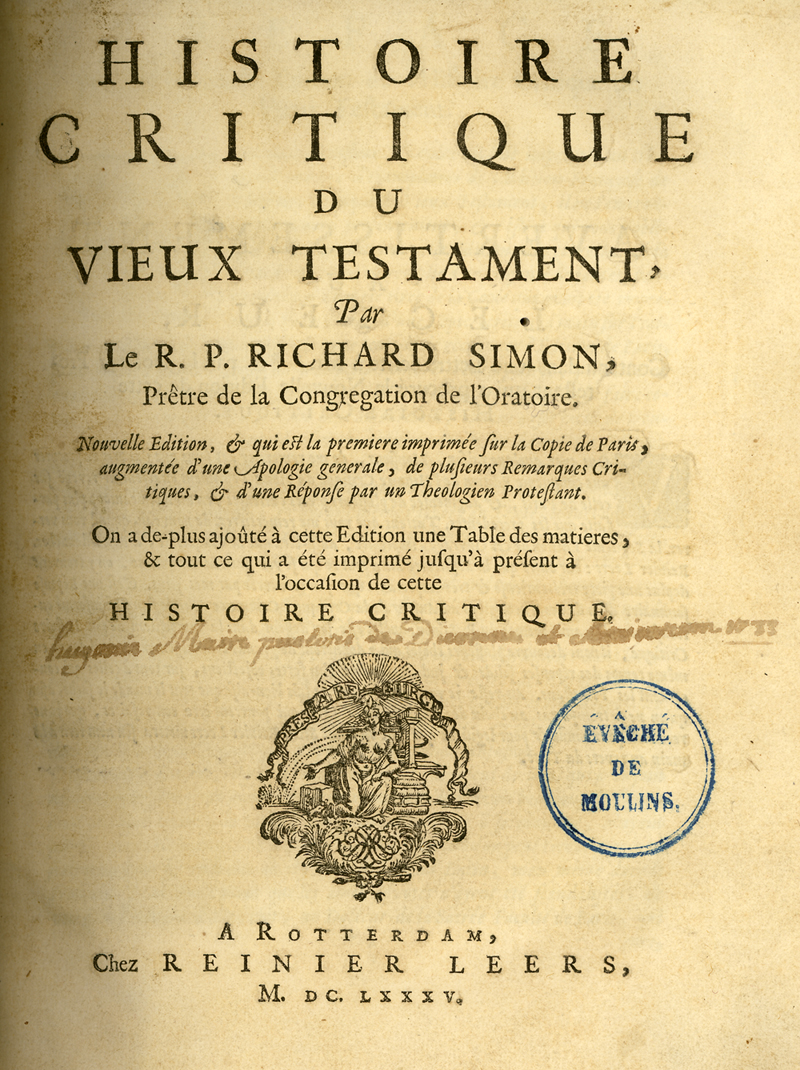
صفحة العنوان لكتاب التاريخ النقدي للكاهن ريتشارد سيمون (1685م)، أحد أقدم أعمال نقد الكتاب المقدس

النقد الكتابي هو استخدام التحليل النقدي لفهم وتفسير الكتاب المقدس. خلال القرن الثامن عشر الميلادي، عندما بدأ النقد الكتابي كنقد تاريخي كتابي، كان يعتمد على خاصيتين مميزتين: أولها "العلمية" بتجنب الجزم والتحيز من خلال تطبيق أحكام محايدة وغير طائفية مبنية على العقل في دراسة الكتاب المقدس؛ وثانيها "الاعتقاد" بأن إعادة بناء الأحداث التاريخية وراء النصوص، وكذلك تاريخ كيفية تطور النصوص نفسها، من شأنه أن يؤدي إلى الفهم الصحيح للكتاب المقدس. هذا ما ميّزها عن الأساليب السابقة لفترة ما قبل النقد الكتابي؛ وعن الأساليب المناهضة للنقد لأولئك الذين يعارضون الدراسة المبنية على النقد؛ وعن التوجهات ما بعد النقدية في الدراسات اللاحقة؛ وعن مدارس النقد المتعددة والمتميزة التي تطورت إليها في أواخر القرن العشرين وأوائل القرن الحادي والعشرين الميلاديين.
غالبًا ما يُنسب العلماء ظهور النقد الكتابي إلى عصر التنوير (ق. 1650م– ق. 1800م)، لكن البعض يُرجع جذوره إلى أبعد من ذلك، إلى حركة الإصلاح الديني. كانت دوافع هذه الحركة العلمية الأساسية عقلانية وبروتستانتية التوجُّه. وقد لعبت حركتا التقوى الألمانية والربوبية البريطانية دورًا في تطور النقد الكتابي. بدافع من شكوك عصر التنوير حول سلطة الكتاب المقدس والكنيسة، بدأ العلماء في دراسة حياة يسوع من خلال عدسة تاريخية، وكسروا التركيز الديني التقليدي حول طبيعته وتفسير ألوهيته. كان هذا التحول التاريخي بمثابة بداية البحث عن يسوع التاريخي، والذي سيظل مجال اهتمام العلماء لأكثر من 200 سنة.
يتضمن النقد الكتابي التاريخي مجموعة واسعة من المقاربات والأسئلة ضمن أربع منهجيات رئيسية: النقد النصي ونقد المصدر ونقد الصياغة والنقد الأدبي. يدرس النقد النصي مخطوطات الكتاب المقدس ومحتواها لتحديد ما قد يقوله النص الأصلي. ويبحث نقد المصدر في النص عن أدلة على مصادره الأصلية. أما نقد الصياغة، فيحدد وحدات قصيرة من النص، ويفحصها سعيًا نحو تحديد مصدرها. وقد ظهر لاحقًا النقد التحريري باعتباره مشتقًا من نقد المصدر والصياغة. كانت كل طريقة من هذه الأساليب تاريخية في المقام الأول، وركزت على ما حدث قبل أن تصل النصوص إلى شكلها الحالي. وبخصوص النقد الأدبي الذي ظهر في القرن العشرين الميلادي، فقد اختلف عن هذه الأساليب السابقة، حيث ركّز على البنية الأدبية للنصوص في حالتها اليوم، بهدف تحديد، حيثما أمكن، غرض المؤلف، وتمييز استجابة القارئ للنص من خلال أساليب مثل النقد البلاغي، والنقد القانوني، والنقد السردي. غيرت هذه الأساليب المختلفة لنقد الكتاب المقدس معًا وبشكل دائم كيفية فهم الناس للكتاب المقدس ورؤيتهم له.
في أواخر القرن العشرين وأوائل القرن الحادي والعشرين الميلاديين، تأثر نقد الكتاب المقدس بمجموعة واسعة من التخصصات الأكاديمية الإضافية ووجهات النظر النظرية التي أدت إلى تغيره. فبعد أن هيمن عليه الأكاديميون البروتستانت الذكور البيض لفترة طويلة، شهد القرن العشرين الميلادي مشاركة علماء آخرين من غير البيض والنساء وأولئك الذين ينتمون إلى خلفيات يهودية وكاثوليكية، وأصبحوا أصواتًا بارزة في نقد الكتاب المقدس. قدمت العولمة مجموعة واسعة من وجهات النظر العالمية في هذا المجال، وظهرت تخصصات أكاديمية أخرى، فمثلًا شكّلت الدراسات الشرقية وفقه اللغة أساليب جديدة للنقد الكتابي. في هذه الأثناء، بدأت تفسيرات ما بعد الحداثة وما بعد النقد في التساؤل عما إذا كان لنقد الكتاب المقدس أي دور أو وظيفة على الإطلاق. مع هذه الأساليب الجديدة جاءت أهداف جديدة، حيث انتقل النقد الكتابي من النقد التاريخي إلى النقد الأدبي، وتغيرت فرضيته الأساسية من الحكم المحايد إلى الاعتراف بالتحيزات المختلفة التي يجلبها القارئ لدراسة النصوص.

## التعريف
يُعرّف دانيال هارينجتون النقد الكتابي بأنه: «الجهد المبذول لاستخدام المعايير العلمية (التاريخية والأدبية) والعقل البشري لفهم وشرح، بأكبر قدر ممكن من الموضوعية، المعنى الذي قصده كتبة الكتاب المقدس.» قديمًا وفي الغالب، كان يتم تعريف النقد الكتابي من الناحية التاريخية، حيث ركّز النقاد على الأحداث التاريخية وراء النص، بالإضافة إلى كيفية تطور النصوص نفسها مع مرور الزمن.:33 ركّزت الكثير من أعمال النقد الكتابي مع الجانب التاريخي، وليس الديني، حتى أنه كان يُطلق عليه أحيانًا طريقة النقد التاريخي أو النقد الكتابي التاريخي (أو أحيانًا النقد الأعلى) بدلاً من النقد الكتابي فقط.:31 استخدم النقاد الكتابيون نفس الأساليب العلمية والمقاربات التاريخية التي استخدمها نظرائهم العلمانيين، وشدّدوا على العقل والموضوعية.:45 وكان يُنظر إلى الحيادية على أنها هدفًا محددًا.:27
بحلول سنة 1990م، أدت وجهات النظر الجديدة والعولمة والمدخلات من مختلف المجالات الأكاديمية إلى توسيع نطاق النقد الكتابي، مما نقله إلى ما هو أبعد من معاييره الأصلية، وغيره إلى مجموعة من التخصصات ذات الاهتمامات المختلفة، والمتضاربة في كثير من الأحيان.:21,22 تغيّر المفهوم الأساسي للنقد الكتابي من الحكم المحايد إلى البدء من الاعتراف بالتحيزات المختلفة التي يجلبها القارئ لدراسة النصوص.:21,22 أصبحت الأشكال الأحدث من النقد الكتابي في المقام الأول أدبية، فلم تعد تركز على الجانب التاريخي، بل تهتم بالنص كما هو موجود الآن.:21,22

## التاريخ

### القرن الثامن عشر

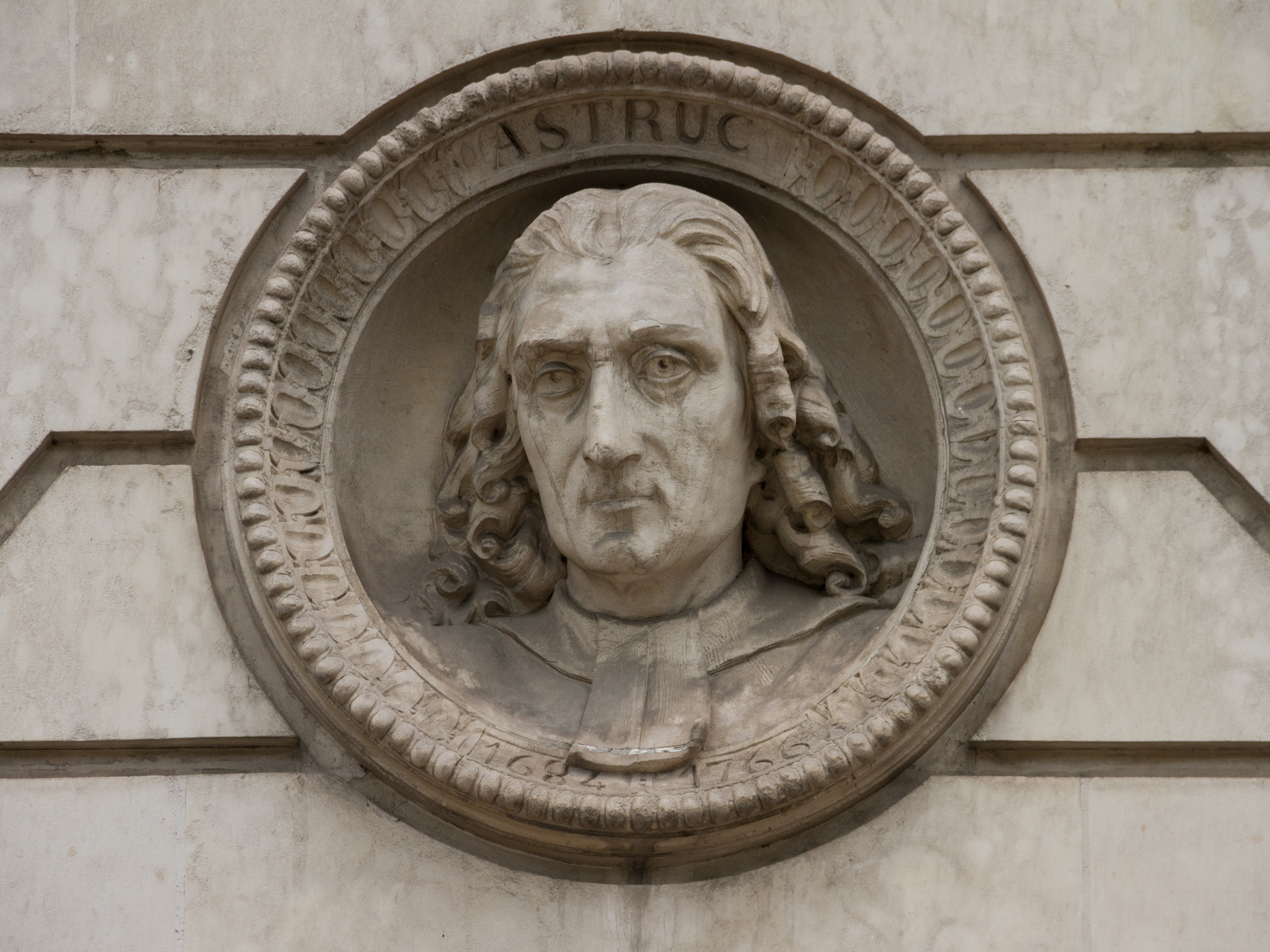
جان أستروك الذي يُطلق عليه غالبًا "أبو النقد الكتابي"، في مستشفى جامعة تولوز.

في عصر التنوير في أوروبا الغربية، بدأ فلاسفة ولاهوتيون مثل توماس هوبز وباروخ سبينوزا وريتشارد سيمون في التشكيك في النص اليهودي المسيحي الراسخ الذي يقول بأن موسى هو مؤلف الأسفار الخمسة الأولى من الكتاب المقدس المعروفة باسم أسفار موسى الخمسة. كتب سبينوزا أن موسى لم يكن بإمكانه كتابة مقدمة السفر الخامس، سفر التثنية، لأنه لم يعبر نهر الأردن إلى أرض الميعاد. كانت هناك أيضًا مشاكل أخرى مثل التثنية 31: 9 التي تشير إلى موسى بضمير الغائب. وفقًا لسبينوزا: «كل هذه التفاصيل وطريقة السرد، والشهادة، وسياق القصة بأكملها تؤدي إلى استنتاج واضح مفاده أن هذه الأسفار كتبها شخص آخر، وليس موسى شخصيًا».
اعتقد الطبيب الفرنسي جان أستروك، أن هؤلاء النقاد كانوا مخطئين بشأن التأليف الموسوي. وفقًا لعالم العهد القديم إدوارد يونغ، اعتقد أستروك أن موسى قام بتجميع أول أسفار موسى الخمسة، سفر التكوين، باستخدام الروايات التي توارثها الشعب العبراني. ويقال في كثير من الأحيان أن النقد الكتابي قد بدأ عندما استعار أستروك أساليب النقد النصي (المستخدمة في تحقيق النصوص اليونانية والرومانية) وطبّقها على الكتاب المقدس بحثًا عن الروايات الأصلية في النص.:204,217 اعتقد أستروك أنه من خلال هذا النهج، قد حدّد المصادر المنفصلة التي جُمعت معًا لتحرير سفر التكوين. فسّرت فكرة وجود مصادر منفصلة عدم الاتساق في أسلوب ومفردات سفر التكوين، والتناقضات في السرد، والروايات المختلفة والصعوبات التاريخية، وإن كان لا زال محتملًا أن تكون من تأليف موسى.:xvi كان عمل أستروك هذا بداية أعمال النقد الكتابي، ولأنه أصبح نموذجًا لكل من تبعه، غالبًا ما يُطلق عليه "أبو النقد الكتابي".:204,217,210
ساهم تشكيك حركة التقوى الألمانية في السلطة الدينية في ظهور النقد الكتابي.:6 كما كان للعقلانية أيضًا أثرها الكبير،:8,224 ويُعد اللاهوتي السويسري جان ألفونس توريتان (1671–1737) مثالًا على "العقلانية المعتدلة" في ذلك العصر. اعتقد توريتان أن الكتاب المقدس هو وحي إلهي، لكنه أصر على أن الوحي يجب أن يكون متسقًا مع الطبيعة ومتناغمًا مع العقل، "لأن الله الذي هو مؤلف الوحي هو أيضًا خالق العقل".:94,95 أما العقلانية المتطرفة، فقد مثّلتها أعمال هاينريش باولوس الذي أنكر وجود المعجزات. وقد حاول يوهان زملر (1725–1791) في عمله التنقل بين الوحي الإلهي والعقلانية المتطرفة من خلال دعم وجهة النظر القائلة بأن الوحي كان "كشفًا إلهيًا عن الحقيقة المُدركة من خلال عمق التجربة الإنسانية".:201,118 ميّز زملر بين الدين "الداخلي" و"الظاهري": بالنسبة لبعض الناس، دينهم هو هدفهم الداخلي الأسمى، بينما بالنسبة للآخرين، الدين معظمه ممارسة خارجية - وسيلة لتحقيق أغراض أخرى أكثر أهمية للفرد، مثل السياسة أو الأهداف الاقتصادية. ويُشكّل الاعتراف بهذا التمييز الآن جزءًا من مجال للعلوم المعرفية للدين الحديث.:43 دعا زملر إلى وضع حد لجميع الافتراضات العقائدية، معطيًا النقد التاريخي طابعه غير الطائفي. ونتيجة لذلك، غالبًا ما يُطلق على زملر لقب "أبو البحث النقدي التاريخي.:43 على الرغم من الاختلاف في المواقف بين المفكرين والمؤرخين في عصر التنوير الألماني، إلا أن الجميع نظروا إلى التاريخ باعتباره المفتاح في بحثهم نحو الفهم.:214
يقول عالم الاتصالات جيمس هيريك إنه على الرغم من أن معظم العلماء يتفقون على أن النقد الكتابي تطور من عصر التنوير الألماني، إلا أن هناك بعض مؤرخي النقد الكتابي وجدوا "روابط مباشرة قوية" مع حركة الربوبية البريطانية. أشار هيريك إلى اللاهوتي الألماني هينينغ غراف ريفينتلو (1929–2010) بأنه ربط الربوبية بالرؤية الإنسانية للعالم، والتي كانت ذات أهمية في النقد الكتابي.:13–15 أكد ماثيو تيندال (1657–1733)، أحد أعضاء حركة الربوبية البريطانية، أن يسوع علّم دينًا طبيعيًا غير عقائدي قامت الكنيسة فيما بعد بتغييره إلى شكله العقائدي الخاص. كانت وجهة نظر تيندال حول المسيحية أنها "مجرد تأكيد للدين الطبيعي وإنكاره الحازم لما هو خارق للطبيعة"، وقادته إلى استنتاج أن "الدين الموحى به غير ضروري". كان للربوبية البريطانية أيضًا تأثير على الفيلسوف والكاتب هيرمان ريماروس في تطوير نقده للوحي.:13
دعا عالم الكتاب المقدس يوهان ميكايليس إلى استخدام اللغات السامية الأخرى إلى جانب العبرية لفهم العهد القديم. وفي سنة 1750م، كتب أول مقدمة نقدية حديثة للعهد الجديد. وبدلاً من تفسير الكتاب المقدس تاريخيًا، استخدم يوهان آيشهورن ويوهان جابلر وجورج باور مفهوم الأسطورة كأداة لتفسير الكتاب المقدس. كما استخدم رودولف بولتمان هذا النهج لاحقًا، وأصبح مؤثرًا خصوصًا في أوائل القرن العشرين الميلادي.:117, 149–150, 188–191
يقول عالم الدراسات السامية جورج بيري إن مصطلح "النقد الأعلى"، والذي يستخدم أحيانًا كاسم بديل للنقد التاريخي، استخدمه آيشهورن لأول مرة في عمله المؤلف من ثلاثة مجلدات «مقدمة للعهد القديم» الذي نُشر بين عامي 1780م و1783م. وقد استُخدم هذا المصطلح في الأصل للتمييز بين النقد الأعلى، وهو مصطلح النقد التاريخي، والنقد الأدنى، وهو المصطلح الشائع الاستخدام للنقد النصي في ذلك الوقت، والذي لم يعد يستخدم كثيرًا في دراسات القرن الحادي والعشرين.:108 وتُعد وجهة نظر القرن الحادي والعشرين الميلادي حول أصول النقد الكتابي، والتي تُرجعها إلى الإصلاح هي وجهة نظر أقلية، إلا أنهم يرون أن الإصلاح هو مصدر دفاع الكتاب المقدس عن التحرر من السلطة الخارجية التي تفرض وجهة نظرها على تفسير الكتاب المقدس.:297–298:189 قبل وقت طويل من عصر ريتشارد سيمون، كان السياق التاريخي لنصوص الكتاب المقدس مهمًا ليواكيم كاميراريوس (1500م–1574م) الذي كتب دراسة فقهية لأوجه الكلام في نصوص الكتاب المقدس باستخدام سياق الكلام لفهم مقاصد النص. كما مهّد هوغو غروتيوس الطريق لدراسات مقارنة الأديان من خلال تحليل نصوص العهد الجديد في ضوء الكتابات القديمة واليهودية والمسيحية المبكرة.:140

#### يسوع التاريخي: البحث الأول
يُشار أحيانًا إلى البحث الأول عن يسوع التاريخي باسم "البحث القديم".:888 بدأ البحث مع نشر عمل لهيرمان ريماروس بعد وفاته، حيث إدعى إفرايم ليسينغ أنه اكتشف نسخًا من كتابات ريماروس في مكتبة فولفنبوتل عندما كان أمين المكتبة هناك.:862 ترك ريماروس إذنًا بنشر أعماله بعد وفاته، وقد فعل ليسينغ ذلك بين عامي 1774م و1778م، ونشرها تحت عنوان «مقاطع لمؤلف مجهول». بمرور الوقت، أصبحت تُعرف باسم مقاطع فولفنبوتيل. فرّق ريماروس بين ما علّمه يسوع، وكيف تم تصويره في العهد الجديد. وفقًا لريماروس، كان يسوع مسيحًا سياسيًا فشل في إحداث تغيير سياسي، وأُعدم من قبل الدولة الرومانية باعتباره متمردًا، ثم سرق تلاميذه جسده، واخترعوا قصة قيامته لتحقيق مكاسب شخصية. يعترف ألبرت شفايتزر في كتابه البحث عن يسوع التاريخي بأن عمل ريماروس جدلي، وليس دراسة تاريخية موضوعية، وأشار إليه أيضًا على أنه "تحفة من روائع الأدب العالمي".:22,16 وفقًا لشفايتزر، كان ريماروس مخطئًا في افتراضه أن أحاديث يسوع حول نهاية العالم لم تكن سماوية وذات أهداف سياسية، ولكنه كان على حق في النظر إلى يسوع باعتباره واعظًا متنبّئًا بنهاية العالم، كما يتضح من تحذيراته المتكررة حول تدمير القدس ونهاية الزمان. أصبح هذا النهج الأخروي لفهم يسوع منذ ذلك الحين عالميًا في النقد الكتابي الحديث.:viii,23,195 علّق شفايتزر أيضًا بأنه بما أن ريماروس كان مؤرخًا وليس لاهوتيًا أو باحثًا في الكتاب المقدس، فإنه لم يكن لديه أدنى فكرة عن "إن نقد المصدر هذا من شأنه أن يوفر الحل لمشاكل الاتساق الأدبي التي أثارها رايماروس".:15
رد زملر على عمل ريماروس المثير للجدل سنة 1779م بكتابه «الرد على مقاطع المؤلف المجهول». كتب شفايتزر أن زملر "قام وقتل ريماروس باسم اللاهوت العلمي".:25 أدت مكانة زملر إلى قمع نشر ودراسة أعمال ريماروس مؤقتًا، لكن لم يكن لرد زملر تأثيرًا طويل المدى.:25,26 من ناحية أخرى، كان لكتابات ريماروس تأثيرًا طويل المدى، حيث أحدثت تغييرًا دائمًا في أسلوب النقد الكتابي من خلال توضيح أنه بالإمكان وجود منحى مستقل عن اللاهوت والإيمان.:46:23–26 أظهر عمل ريماروس أيضًا أن النقد الكتابي يمكن أن يخدم أهدافه الخاصة، وأن يكون محكومًا فقط بالمعايير العقلانية الرافضة للإذعان للتقاليد الدينية.:46–48 ظل تساؤل ريماروس الذي يدور حول "إلى أي حد كان يسوع سياسيًا؟"، موضع نقاش من قبل اللاهوتيين والمؤرخين مثل فولفغانغ شتيجمان وجيرد ثيسن وكريج كينر.
بالإضافة إلى إشرافه على نشر أعمال ريماروس، قدم ليسينغ مساهمات خاصة به، زاعمًا بأن الدراسة الصحيحة للنصوص الكتابية تتطلب معرفة السياق الذي كتبت فيه، وهو ما يقبله الآن أهل العلم.:49

### القرن التاسع عشر الميلادي
يقول ريتشارد وكيندال سولين أن النقد الكتابي وصل إلى ذروته في القرن التاسع عشر الميلادي، ليصبح "تحوّلًا حقيقيًا رئيسيًا في الدراسات الكتابية في العصر الحديث".:79 تمثّلت ذروة تأثير النقد الكتابي في مدرسة تاريخ الأديان،  حين تشارك مجموعة من اللاهوتيين البروتستانت الألمان مع جامعة غوتينغن:161 في أواخر القرن التاسع عشر الميلادي في سعيهم إلى فهم اليهودية والمسيحية من خلال دراسة شاملة لتاريخ الدين.:222 استخدم علماء كتاب مقدس آخرون من خارج مدرسة غوتينغن، مثل هاينريش يوليوس هولتزمان (1832–1910) النقد الكتابي أيضًا، حيث قام هولتزمان بتطوير القائمة الأولى للترتيب الزمني لنصوص العهد الجديد بناءً على الدراسات النقدية.:82
لا تزال العديد من الأفكار حول فهم الكتاب المقدس التي بدأت في القرن التاسع عشر الميلادي قيد المناقشة للآن في القرن الحادي والعشرين الميلادي. فمثلًا، في سنة 1835م ثم في سنة 1845م، افترض اللاهوتي فرديناند باور أن هناك جدالاً دار بين التلميذين بطرس وبولس أدى إلى شقاق بينهما، وبالتالي أثّر على نمط المسيحية من ذاك الحين.:91–95 لا زالت تلك الفرضية تثير جدلاً واسع النطاق في موضوعات مثل الدراسات البولسية، ودراسات العهد الجديد، ودراسات الكنيسة المبكرة، والشريعة اليهودية، ولاهوت النعمة، وعقيدة التبرير.:286–287 كما لا يزال تحدي ألبرخت ريتشل لنظرية الكفارة الأرثوذكسية مؤثرًا على الفكر المسيحي.:92
اعتقد علماء النقد الكتابي في القرن التاسع عشر الميلادي أن عملهم يُعد استمرارًا لأهداف الإصلاح البروتستانتي.:89 وفقًا لروبرت غرانت وديفيد تريسي، كانت إحدى أبرز السمات لفتًا للانتباه في تطور تفسير الكتاب المقدس خلال القرن التاسع عشر الميلادي هي الطريقة التي كانت توجّه بها الافتراضات الفلسفية هذا التطوّر ضمنيًا.:91 fn.8 أشار مايكل جوزيف براون إلى أن النقد الكتابي كان يعمل وفقًا لمبادئ ترتكز على عقلانية أوروبية متميزة.
بحلول نهاية القرن التاسع عشر، تم الاعتراف بهذه المبادئ من قبل إرنست ترويلتش في مقال بعنوان "المنهج التاريخي والعقائدي في اللاهوت"، حيث وصف ثلاثة مبادئ للنقد الكتابي: الشك المنهجي (البحث عن اليقين من خلال الشك في كل شيء)؛ التشبيه (فكرة فهم الماضي من خلال ربطه بحاضرنا)؛ والاعتماد المتبادل (ربط كل حدث بالأحداث التي سبقته).
أدى تركيز النقد الكتابي على العقل الخالص إلى إحداث نقلة نوعية أدت إلى تغيير عميق في اللاهوت المسيحي فيما يتعلق باليهود. استخدم أندرس جيردمار المعنى القانوني للتحرر، حيث قال "إن عملية تحرير العقل من الكتاب المقدس ... تسير بالتوازي مع تحرير المسيحية من اليهود".:22 في القرن الماضي، كان زملر أول بروتستانتي تنويري يدعو إلى "نزع اليهودية" عن المسيحية، وكتب أيضًا مقالًا دينيًا كان سلبيًا بشدة تجاه اليهود واليهودية؛:25,27 وقال بأن المسيحية تُلغي ما قبلها.:39, 40 أصبحت عقيدة الاستبدالية بديلة للتفسير الحرفي عند يوهان هردر وفريدريك شلايرماخر وفيلهلم مارتن ليبرخت دي فيت وفرديناند باور وديفيد شتراوس وألبرخت ريتشل أعضاء مدرسة تاريخ الأديان في تسعينيات القرن التاسع عشر الميلادي، وفي مجال نقد الصياغة خلال القرن العشرين الميلادي حتى الحرب العالمية الثانية.:vii–xiii

#### يسوع التاريخي: حيوات يسوع
شهد أواخر القرن التاسع عشر اهتمامًا متجددًا بالبحث عن يسوع التاريخي، والذي تضمن في المقام الأول كتابة عدة إصدارات من حياة يسوع. كان ديفيد شتراوس من أبرز العلماء المهتمين بهذا المجال حيث استخدم في كتابه "حياة يسوع" تفسيرًا خُرافيًا للأناجيل لتقويضها تاريخيًا. كان لهذا الكتاب أهمية ثقافية لمساهمته في إضعاف سلطة الكنيسة، كما كانت له أهمية لاهوتية لأنه تحدى لاهوتية المسيح. في سنة 1900م، وصف أدولف فون هارناك في كتابه "جوهر المسيحية" يسوع بأنه كان مُصلحًا. كما رفض ويليام وريد جميع الجوانب الدينية ليسوع، وأكّد أن وصف يسوع بالمسيح ظهر فقط في مجتمع المسيحية المبكر، ولم يأت باعتراف من يسوع نفسه. أما إرنست رينان، فقد روّج للمنهج النقدي، وكان معارضًا للعقيدة التقليدية حول يسوع. حصل فيلهلم بوسيت على تكريمات من مدرسة تاريخ الأديان من خلال مقارنته لما أسماه التعاليم المبهجة لبر يسوع الجديد في مقابل ما رآه بوسيت الدعوة القاتمة للتوبة التي دعا إليها يوحنا المعمدان. أثناء تواجده في غوتينغن، كتب يوهانس فايس أكثر أعماله أثرًا عن تصريحات يسوع حول نهاية العالم.
في سنة 1896م، كتب مارتن كاهلر كتابه "ما يسمى بيسوع التاريخي والمسيح التاريخي الكتابي"، الذي انتقد فيه منهجية البحث عن يسوع التاريخي، حيث ذكّر بحدود البحث التاريخي، حيث قال بأنه من المستحيل فصل يسوع التاريخي دون الإيمان بيسوع، حيث أن يسوع معروف فقط من خلال الوثائق التي اعتبرته المسيح.:10 لم يُعتبر منهج "البحث القديم عن يسوع التاريخي" مغلقًا، حتى كتب ألبرت شفايتزر كتابه "البحث عن يسوع التاريخي" سنة 1910م، الذي انتقد فيه بشكل لاذع السير المختلفة عن حياة يسوع التي كُتبت في أواخر القرن التاسع عشر الميلادي، ووصفها بأنها تعكس حياة مؤلفيها أكثر من حياة يسوع. أحدث كتاب شفايتزر ثورة في دراسة العهد الجديد في مطلع القرن العشرين الميلادي من خلال إثباته لمعظم العالم الأكاديمي أن تعاليم يسوع وأفعاله كانت منطلقة من نظرته الأخروية؛ وبذلك أنهى مجال البحث حول يسوع الأخروي،:173:2–4 لذا قال شفايتزر بأن أي بحث مستقبلي عن يسوع التاريخي لا معنى له.:10

### القرن العشرين الميلادي
في أوائل القرن العشرين الميلادي، تشكّل النقد الكتابي من خلال عاملين رئيسيين يتصارعان فيما بينهما. أولاً، نشأة نقد الصياغة وتحوُّل محور النقد الكتابي من المؤلف إلى النص الأدبي، ومن الفرد إلى المجتمع. ثانيًا، بدأ الجهد العلمية لاستعادة الأهمية الدينية للكتاب المقدس.:20 ابتعد كارل بارث ورودولف بولتمان وغيرهم عن الاهتمام بيسوع التاريخي، وركّزوا بدلاً من ذلك على البشارة: رسالة العهد الجديد.:20
يتفق معظم العلماء على أن بولتمان هو أحد أكثر اللاهوتيين تأثيرًا في القرن العشرين الميلادي، لكنه كان يتمتع أيضًا "بسمعة سيئة السمعة لنزعته نحو نزع الأساطير"، وهو الأمر الذي أثار جدلًا حول العالم. يشير مصطلح "نزع الأساطير" إلى إعادة تفسير القصص الكتابية من خلال أفكار الفلسفة الوجودية لمارتن هايدغر. زعم بولتمان أن القصص "حقيقية" من الناحيتين الأنثروبولوجية والوجودية، ولكنها لا تتفق مع دراسات نشأة الكون. وبصفته مؤيدًا رئيسيًا لمنهج نقد الصياغة، وضع بولتمان جدول أعمال لجيل لاحق من علماء العهد الجديد الرائدين في هذا المجال.:21 وفي منتصف القرن تقريبًا، بدأت التوجهات الجماعية للنقاد الكتابيين تتغير. كان ذلك بسبب اسهامات علماء من خلفيات غير بروتستانتية.:21 كما بدأ النقد التحريري أيضًا مع منتصف القرن العشرين الميلادي. وفي الوقت الذي كان فيه نقد الصياغة يُقسّم النص إلى وحدات صغيرة، كان النقد التحريري بدلًا من ذلك يهتم بالتأكد من السلامة الأدبية للوحدات الأدبية الأكبر حجمًا.:443
جدّد اكتشاف مخطوطات البحر الميت في قمران سنة 1945م الاهتمام بمساهمات الآثار المكتشفة في الدراسات الكتابية، لكنه شكّل أيضًا تحديات للنقد الكتابي.:9,149 فمثلًا، ترتبط غالبية نصوص البحر الميت ارتباطًا وثيقًا بالنص الماسوري الذي يرتكز عليه العهد القديم المسيحي، بينما تشابهت نصوص أخرى أكثر مع الترجمة السبعينية (النسخة اليونانية القديمة من النصوص العبرية)، وتشابهت مجموعة ثالثة مع نصوص من أسفار موسى الخمسة السامرية.:241,149 أثار ذلك التساؤلات حول ما إذا كان هناك شيء يسمى "النص الأصلي" أم لا؟. وإذا لم يكن هناك نص أصلي، فإن الهدف من النقد النصي نفسه، سيصبح محل تساؤل.:82
استخدم عالم العهد الجديد يواكيم إيريمياس (1900–1979) علم اللغة والبيئة اليهودية التي عاش فيها يسوع في القرن الأول الميلادي لتفسير العهد الجديد.:495 أثارت حركة اللاهوت الكتابي في الخمسينيات جدلاً بين علماء العهد القديم والعهد الجديد حول وحدة الكتاب المقدس. أدى ظهور النقد التحريري إلى إنهاء هذا الجدال من خلال التركيز بشكل أكبر على الاختلافات. وفي سنة 1953م، بدأت موجة جديدة من البحث عن يسوع التاريخي.:34
بعد سنة 1970م، تغيّر النقد الكتابي بشكل جذري وشامل.:vii,21 كان النقد الجديد الذي تطور كمساعد للنقد الأدبي، يهتم بتفاصيل الأسلوب. كما تطورت التاريخية الجديدة، وهي نظرية أدبية تنظر إلى التاريخ من خلال الأدب. وبدأ النقد الكتابي في تطبيق مناهج أدبية جديدة مثل البنيوية والنقد البلاغي، والتي ركّزت بشكل أقل على التاريخ وبشكل أكثر على النصوص نفسها. في سبعينيات القرن العشرين، طرح عالم العهد الجديد إد ساندرز منظورً جديدًا حول بولس، والذي أثر كثيرًا على آراء العلماء حول العلاقة بين المسيحية البولسية والمسيحية اليهودية في الرسائل البولسية. كما طور ساندرز الدراسة حول يسوع التاريخي من خلال وضع حياة يسوع في سياق يهودية الهيكل الثاني خلال القرن الأول الميلادي.:13–18 في سنة 1974م، نشر اللاهوتي هانز فراي كتابه "كسوف السرد الكتابي"، الذي أصبح عملاً بارزًا أدى إلى تطوير التفسير ما بعد النقدي، لتبدأ الموجة الثالثة من الدراسات المركزة على يسوع التاريخي سنة 1988م.
بحلول سنة 1990م، تغير النقد الكتابي من كونه تخصصًا تاريخيًا في المقام الأول إلى مجموعة من التخصصات المتعارضة في كثير من الأحيان.:21,22 قدّمت وجهات نظر جديدة من أعراق مختلفة، ومن اللاهوت النسوي، ومن الكاثوليكية، واليهودية رؤى تجاهلها من قبل غالبية البروتستانت الذكور البيض الذين هيمنوا على نقد الكتاب المقدس منذ بداياته.:21 قدّمت العولمة أيضًا وجهات نظر عالمية مختلفة؛ شكّلت وجهات النظر الجديدة هذه وعيًا بأن الكتاب المقدس يمكن تفسيره بشكل عقلاني من خلال وجهات نظر مختلفة عديدة. وفي المقابل، غيّر هذا الوعي المفهوم الأساسي للنقد الكتابي من معيار الحكم المحايد إلى مبدأ البدء بالاعتراف بالتحيزات المختلفة التي يجلبها القارئ لدراسة النصوص.:22

#### يسوع التاريخي: البحث الجديد حتى القرن الواحد والعشرين

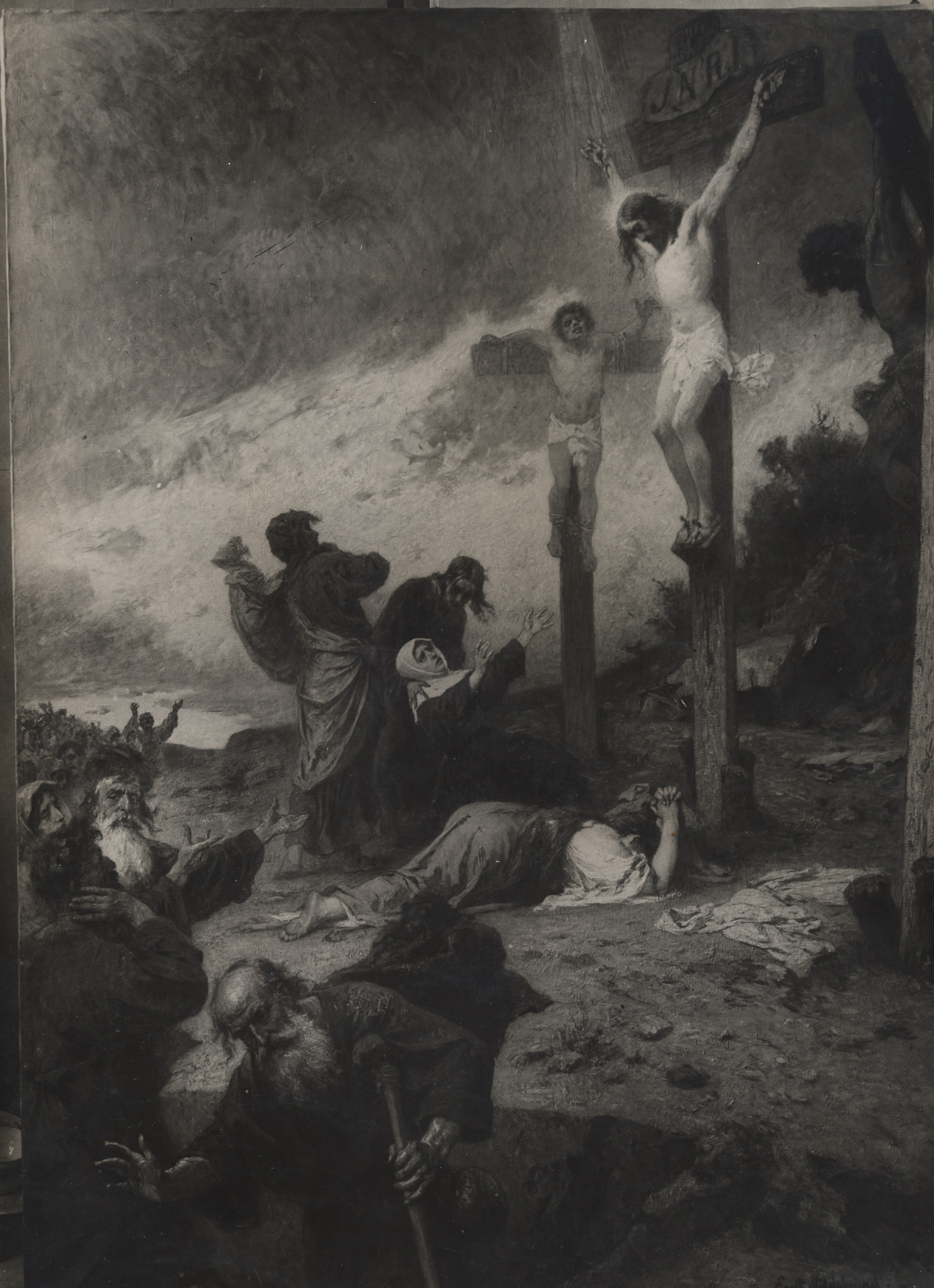
لوحة لإرنست هيلدبراند سنة 1910م، تُصوّر صلب يسوع. يعتبر العديد من المؤرخين حادثة الصلب حدثًا تاريخيًا.

لا يوجد اتفاق عام بين العلماء حول كيفية تقسيم موجات البحث عن يسوع التاريخي المختلفة. يتفق معظم العلماء على أن الموجة الأولى بدأت مع ريماروس وانتهى مع شفايتزر، وعلى وجود فترة توقّف خلال النصف الأول من القرن العشرين الميلادي؛ وأنه كان هناك موجة ثانية بدأت سنة 1953م، واستمرت حتى سنة 1988م حين بدأت الفترة الثالثة.:697 ومع ذلك، يرى ستانلي بورتر أن هذا التقسيم "لا يمكن الدفاع عنه، وتكذبه كل الحقائق ذات الصلة"،:697,698 زاعمًا بأن الناس كانوا يبحثون عن يسوع التاريخي قبل ريماروس، وأنه لم يكن هناك أبدًا فترة لم يكن العلماء يفعلون فيها ذلك.:698,699
في سنة 1953م، ألقى إرنست كيسمان (1906-1998)، محاضرة شهيرة أمام زملائه القدامى في جامعة ماربورغ، حيث درس على يد بولتمان. إدعى كيسمان أن "شكوك بولتمان حول ما يمكن اكتشافه عن يسوع التاريخي كانت متطرفة للغاية".:10 إدعى بولتمان أنه بما أن كُتّاب الأناجيل كتبوا اللاهوت، فإن كتاباتهم لا يمكن اعتبارها تاريخًا، لكن كيسمان رأى أنهما لا يتعارضان.:10,11 أطلق جيمس روبنسون سنة 1959م في مقالته "البحث الجديد عن يسوع التاريخي" اسم البحث الجديد على موجة البحث الثانية عن يسوع التاريخي التي انطلقت سنة 1953م.:34 ركّزت الموجة الثانية إلى حد كبير على تعاليم يسوع حسبما فسّرتها الفلسفة الوجودية. ثم تضاءل الاهتمام مرة أخرى بحلول السبعينيات.:668:11
أطلق نيكولاس رايت موجة البحث الثالثة في ندوة يسوع سنة 1988م. بحلول ذلك الوقت، أصبح من الضروري الاعتراف بأن "نتيجة الموجتين الأوليين... كانت الكشف عن القيود المحبطة للدراسة التاريخية لأي شخص قديم".:12 كتب بول مونتغمري في صحيفة نيويورك تايمز أنه "على مر العصور، اتخذ العلماء والعلمانيون مواقف مختلفة بشأن حياة يسوع، بدءًا من القبول الكامل بما جاء في الكتاب المقدس إلى التأكيد على أن يسوع الناصري مخلوق أسطوري لم يتواجد أبدًا." أوضح ساندرز أنه بسبب الرغبة في معرفة كل شيء عن يسوع، بما في ذلك أفكاره ودوافعه، ولأن هناك استنتاجات متنوعة عنه، بدا للعديد من العلماء بأنه من المستحيل التأكد من أي شيء حوله. ومع ذلك، وفقًا لساندرز، "فنحن نعرف الكثير" عن يسوع. يعتقد وذرنجتون أنه في الوقت الذي نادرًا ما يتفق العلماء فيه حول ما هو معروف أو غير معروف عن يسوع التاريخي، إلا أن العلماء يتفقون على أنه "لا ينبغي التهرب من الأسئلة التاريخية حوله".:271

## الأساليب الرئيسية

### النقد النصي
يتضمن النقد النصي فحص النص نفسه وجميع المخطوطات المرتبطة به بهدف تحديد النص الأصلي،:47 وهو أحد أكبر مجالات النقد الكتابي من حيث الكم الهائل من المعلومات التي يتناولها. تتضمن المخطوطات الـ 900 التي عُثر عليها في قمران تقريبًا أقدم المخطوطات الموجودة للكتاب المقدس العبري، حيث وجد فيها كل الأسفار ما عدا سفر إستير، وإن كان معظم الأسفار وُجدت في شكل قطع وقصاصات. أما العهد الجديد، فقد حُفظت منه مخطوطات أكثر من أي عمل آخر قديم، حيث هناك على أكثر من 5,800 مخطوطة يونانية كاملة أو مجزأة، و10,000 مخطوطة لاتينية و9,300 مخطوطة بمختلف اللغات القديمة الأخرى بما في ذلك النصوص السريانية والسلافية والقوطية والجعزية والقبطية والأرمنية. تتراوح تواريخ هذه المخطوطات بين 110م-125م تقريبًا (𝔓52) وحتى زمن دخول الطباعة إلى ألمانيا في القرن الخامس عشر الميلادي. وهناك أيضًا ما يقرب من مليون اقتباس مباشر من العهد الجديد في الكتابات المجمعة لآباء الكنيسة في القرون الميلادية الأربعة الأولى. على سبيل المقارنة، فإن النص القديم الذي يلي العهد الجديد في أفضلية المصادر هو الإلياذة، التي من المفترض أن كتبها الإغريقي هوميروس في أواخر القرن الثامن أو أوائل القرن السابع قبل الميلاد، والتي بقيت موجودة في أكثر من 1,900 مخطوطة، معظمها مُجزّأ.

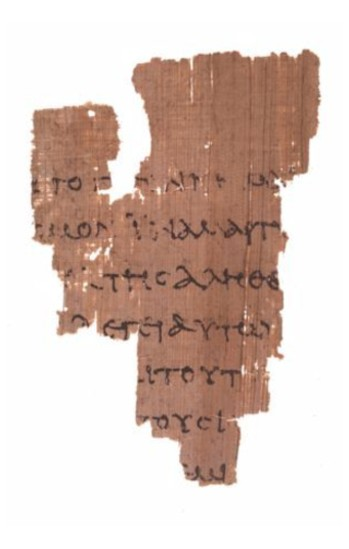
بردية 52 أقدم بردية موجودة للعهد الجديد، وتحتوي على عبارات من إنجيل يوحنا.

كُتبت كل هذه النصوص بخط اليد، عن طريق النسخ من نص مكتوب آخر بخط اليد، لذا فهي لا تتطابق تمامًا كما في الأعمال المطبوعة. تسمى الاختلافات بينهم متغيرات. :204 المتغيّر ببساطة هو أي اختلاف بين نصين. العديد من المتغيرات عبارة عن أخطاء إملائية بسيطة أو أخطاء في النسخ. على سبيل المثال، قد يقوم الناسخ بإسقاط حرف واحد أو أكثر، أو تخطي كلمة أو سطر، أو كتابة حرف بدلاً من الآخر، أو تبديل الأحرف، وما إلى ذلك. كما قد تكون بعض المتغيرات محاولة نسخية للتبسيط أو التنسيق، عن طريق تغيير كلمة أو عبارة. يختلف العدد الدقيق للمتغيرات، كلما زاد عدد النصوص الباقية، وبالتالي تزيد احتمالة وجود متغيرات من نوع ما. عادةً ما يتم اختبار تأثير المتغيرات على موثوقية النص الواحد من خلال مقارنته بمخطوطة تم التأكد من موثوقيتها منذ فترة طويلة. على الرغم من اكتشاف العديد من المخطوطات القديمة منذ سنة 1881م، إلا أن هناك إصدارات نقدية للعهد الجديد اليوناني، مثل NA28 وUBS5، والتي "لم تتغير تقريبًا" عن هذه الاكتشافات، مما يعني أيضًا أن أفضل نصوص القرن الرابع، أي المخطوطات السكندرية الفاتيكانية والسينائية، لها أصول دامت طوال القرن الثالث الميلادي بأكمله وحتى القرن الثاني الميلادي".

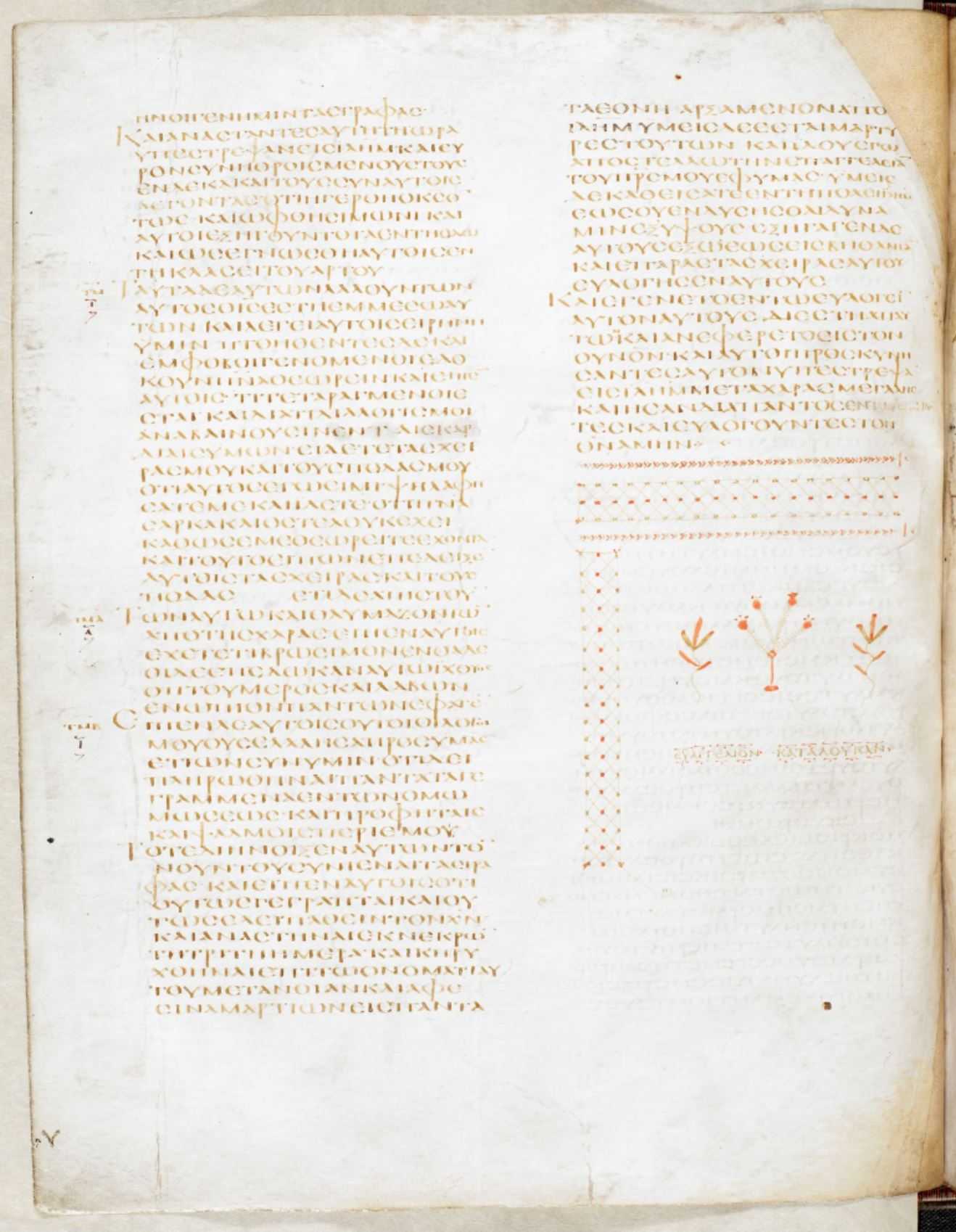
الورقة 41v من المخطوطة السكندرية. اعتمدت النصوص السكندرية على تلك المخطوطة.

تُصنّف المتغيرات إلى عائلات. لنفترض أن الكاتب "أ" ارتكب خطأ، والكاتب "ب" لم يخطئ. ستحتوي نسخ نص الكاتب "أ" الذي يحتوي على الخطأ بعد ذلك على نفس الخطأ. بمرور الوقت، ستتباعد النصوص المنحدرة من "أ" التي تشترك في الخطأ، وتلك الواردة من "ب" التي لا تشترك فيه، بشكل أكبر، ولكن النصوص اللاحقة ستظل قابلة للتحديد على أنها تنحدر من أحدهما أو الآخر بسبب وجود أو غياب ذاك الخطأ الأصلي.:207,208 ويشار إلى الأجيال المتعددة من النصوص التي تلت ذلك، والتي تحتوي على نفس الخطأ، على أنها "عائلة" من النصوص. يدرس نقاد النص الاختلافات بين هذه العائلات ليجمعوا معًا شكل النص الأصلي.:205 يُعد فرز ثروة المواد المصدرية أمرًا معقدًا، لذلك فُرزت العائلات النصية إلى فئات مرتبطة بالمناطق الجغرافية. قُسّمت عائلات نصوص العهد الجديد إلى نص سكندري (وتسمى أيضًا "النص المحايد")، وغربي (الترجمات اللاتينية)، وشرقي (المستخدم من قبل الكنائس المتمركزة في أنطاكية والقسطنطينية).:213

#### مشكلات النقد النصي
اعتمد النص النقدي على عمليتين رئيسيتين، وهما التنقيح والتعديل::205,209
- التنقيح هو اختيار الأدلة الأكثر جدارة بالثقة التي يبنى عليها النص.
- التعديل هو محاولة إزالة الأخطاء الموجودة حتى في أفضل المخطوطات.

يقول جيروم ماكغان إن هذه الأساليب تُدخل بشكل فطري عاملًا شخصيًا في النقد النصي على الرغم من محاولتها وضع قواعد موضوعية. ناقش آلان كوبر هذه الصعوبة باستخدام مثال عاموس 6: 12 الذي يقول: "أو يحرث عليه بالبقر؟" الجواب الواضح هو "نعم"، ولكن يبدو أن سياق المقطع يتطلب "لا". يوضح كوبر أن إعادة تركيب الحروف الساكنة تسمح بقراءة "هل يحرث المرء البحر بالثيران؟" التعديل ذو داعٍ، وهو الاعتقاد بأنه مُحرّف، ولكنه مع ذلك تبقى مسألة حكم شخصي. يساهم ذلك في كون النقد النصي أحد أكثر مجالات النقد الكتابي إثارة للجدل، كما أنه أكبرها، حيث أشار إليه علماء مثل آرثر فيرال على أنه "فن جميل ومثير للجدل".
يستخدم النقد النصي منهجيات متخصصة، ومصطلحات متخصصة تكفي لإنشاء معجم خاص به، كما أنه يسترشد بعدد من المبادئ، وإن كان من الممكن الاعتراض على أي من هذه المبادئ أو استنتاجاتها. على سبيل المثال، في أواخر القرن الثامن عشر الميلادي، طور الناقد النصي يوهان جاكوب جريسباخ (1745 – 1812) خمسة عشر مبدأً نقديًا لتحديد النصوص التي من المحتمل أن تكون الأقدم والأقرب إلى النص الأصلي.:213 كانت إحدى قواعده هي أن "القراءة الأقصر هي الأفضل". استند في فرضيته إلى أن الكتبة كانوا يميلون أكثر للإضافة إلى النص بدلاً من الحذف منه، مما يجعل النصوص الأقصر أكثر عرضة لأن تكون الأقدم. في سنة 1914م، عارض عالم اللاتينية ألبرت كلارك وجهة نظر جريسباخ بشأن النصوص الأقصر،:212–215 حيث زعم أنه بناءً على دراسته لشيشرون، فإن الحذف كان خطأ كتابيًا أكثر شيوعًا من الإضافة، قائلاً: «النص يشبه المسافر الذي ينتقل من نزل إلى آخر، ويفقد قطعة من الأمتعة عند كل توقف».:213 تعرضت مزاعم كلارك لانتقادات من قبل أولئك الذين أيدوا مبادئ جريسباخ. وردّ عليهم كلارك، لكن الخلاف استمر. وبعد ما يقرب من ثمانين عامًا، تناول اللاهوتي والكاهن جيمس رويز هذه القضية. وبعد دراسة وثيقة للعديد من برديات العهد الجديد، خلص إلى أن كلارك كان على حق، وأن قاعدة جريسباخ للقياس كانت خاطئة.:214 ودعا بعض علماء القرن الحادي والعشرين الميلادي إلى التخلي عن هذه الأساليب القديمة في النقد النصي لصالح أساليب جديدة بمساعدة الحواسيب لمقارنة المخطوطات بطريقة أكثر موثوقية.:5

### نقد المصدر
يُعرّف نقد المصدر بأنه البحث عن المصادر الأصلية التي تشكل أساس النصوص الكتابية. في دراسات العهد القديم، يركز نقد المصدر عمومًا على تحديد مصادر النص الواحد. على سبيل المثال، كان الكاهن الفرنسي ريتشارد سيمون في القرن السابع عشر الميلادي من أوائل المؤيدين للنظرية القائلة بأن موسى لا يمكن أن يكون المصدر الوحيد لأسفار موسى الخمسة بأكملها. وفقًا لسيمون، فإن أجزاء من العهد القديم لم تُكتب على يد أفراد على الإطلاق، ولكن كتبها كتبة سجّلوا الروايات الشفهية للمجتمع.:1 كما اعتقد الطبيب الفرنسي جان أستروك في سنة 1753م أن موسى هو الذي كتب سفر التكوين (أول أسفار موسى الخمسة) اعتمادًا على وثائق قديمة؛ وحاول تحديد هذه المصادر الأصلية والفصل بينها مرة أخرى.:2 قام أستروك بذلك من خلال تحديد تكرارات أحداث معينة، مثل أجزاء من قصة الطوفان التي تكررت ثلاث مرات، مما يشير إلى احتمال وجود ثلاثة مصادر. كما اكتشف استخدام اسمين مختلفين لله في سفر التكوين وحتى الأصحاح الثالث لسفر الخروج، ولكن ليس في بقية أسفار موسى الخمسة. كما وجد أيضًا مفارقات تاريخية واضحة: مثل عبارات تبدو وكأنها من وقت لاحق للوقت الذي جاءت عليه في سفر التكوين. قادت تلك الأدلة أستروك إلى افتراض أن مصادر سفر التكوين كانت في الأصل مواد منفصلة دُمجت فيما بعد في وحدة واحدة لتُكوّن سفر التكوين.:166–168:7,8
هناك نظريتان هما الأكثر تأثيرًا وشهرة في نقد المصدر، الأولى تتعلق بأصول أسفار موسى الخمسة في العهد القديم (فرضية فيلهاوزن)؛ والثانية تتبع مصادر أناجيل العهد الجديد الأربعة (فرضية المصدرين).:147

#### نقد مصدر العهد القديم: فرضية فلهاوزن
- مخطط يُظهر مؤلفي ومحرري الأسفار الخمسة (التوراة) وفقًا للفرضية الوثائقية
- J: يهوي (قرن 10–قرن 9 ق.م.)
- E: إلوهيمي (قرن 9 ق.م.)
- Dtr1: مؤرخ تثنوي في بداية (قرن 7 ق.م.)
- Dtr2: مؤرخ تثنوي في نهاية (قرن 6 ق.م.)
- P*: كهنوتي (قرن 6–قرن 5 ق.م.)
- D†: تثنوي
- R: تنقيح
- DH: تاريخ تثنوي (أسفار يشوع والقضاة وصموئيل والملوك)
- [95]:62[92]:5

يُعد كتاب "مقدمة لتاريخ إسرائيل" الصادر سنة 1878م ليوليوس فلهاوزن العمل الأكثر تأثيرًا في النقد المصدري، والذي سعى إلى تحديد مصادر الأسفار الخمسة الأولى من العهد القديم - المعروفة مجتمعة باسم أسفار موسى الخمسة.:95 ربط فلهاوزن تاريخ وتطور تلك الأسفار الخمسة بتطور العقيدة اليهودية.:95 افترضت فرضية فيلهاوزن (المعروفة أيضًا باسم نظرية JEDP، أو الفرضية الوثائقية، أو فرضية غراف–فيلهاوزن) أن أسفار موسى الخمسة دُمجت من أربعة مصادر منفصلة لتُشكّل وحدة واحدة متماسكة.
يرمز J إلى المصدر اليهوي (بالألمانية: Jahwist)، الذي اعتبره الأكثر بدائية في الأسلوب وبالتالي الأقدم. الرمز E المصدر الإلوهيمي (بالألمانية: Elohist)، اعتقد أنه نتاج مملكة إسرائيل الشمالية قبل سنة 721 ق.م. الرمز D المصدر التثنوي (بالألمانية: Deuteronomisten)، كُتب قبل وقت قصير من العثور عليه سنة 621 ق.م. من قبل يوشيا ملك يهوذا (أخبار الأيام الثاني 34: 14-30.:62:5 وأضاف عالم العهد القديم كارل غراف (1815-1869) مصدرًا كهنوتيًا إضافيًا في سنة 1866م؛ بحلول سنة 1878م، قام فيلهاوزن بدمج هذا المصدر P في نظريته، والتي يشار إليها فيما بعد باسم فرضية غراف-فيلهاوزن. زعم فيلهاوزن بأن المصدر P قد أُلّف أثناء السبي البابلي في القرن السادس قبل الميلاد، بتأثير من حزقيال.:69:5 من المفترض أن هذه المصادر قد حُرّرت معًا بواسطة تنقيح نهائي متأخر (R) غير مفهوم بشكل دقيق.
أضاف العلماء في وقت لاحق إلى نظرية فيلهاوزن وصقلوها. على سبيل المثال، استنتجت الفرضية الوثائقية الأحدث المزيد من المصادر، مع زيادة المعلومات حول مداها وعلاقاتها التبادلية.:49–52 كما كانت "نظرية التجزئة" عبارة عن فهم لاحق لفيلهاوزن أُنتج عن طريق نقد الصياغة. تزعم هذه النظرية بأن أجزاء من وثائق - وليست وثائق متصلة ومتماسكة - هي مصادر أسفار موسى الخمسة.:38,39 اقترح ألكسندر جيديس ويوهان فاتر أن بعض هذه الأجزاء كانت قديمة جدًا، ربما من زمن موسى، ولم تُجمع معًا إلا في وقت لاحق،:32 وهذا يفسر التنوع، ولكن لا يفسّر عدم الاتساق الهيكلي والزمني.:38
يمكن للمرء أن يرى الفرضية التكميلية باعتبارها تطورًا آخر لنظرية فيلهاوزن التي تعززت في السبعينيات. يؤكد أنصار هذا الرأي على أن هناك ثلاثة مصادر لأسفار موسى الخمسة: التثنوي باعتباره المصدر الأقدم، والإلوهيمي باعتباره الوثيقة الأساسية المركزية، مع عدد من الأجزاء أو المصادر المستقلة باعتبارها المصدر الثالث.:32 يُنظر إلى سفر التثنية على أنه وثيقة واحدة متماسكة وثيقة ذات أسلوب موحد ولغة واحدة على الرغم من وجود طبقات أدبية مختلفة أيضًا. :92 أدت هذه الملاحظة إلى فكرة وجود شيء مثل المدرسة التثنوية التي قامت في الأصل بتحرير الوثيقة وإبقائها مُحدّثة، وهذا يعني أن الفرضية التكميلية أصبحت هي النموذج الأدبي المتفق عليه على نطاق واسع بخصوص سفر التثنية، والذي يمكن بعد ذلك تطبيقه على بقية أسفار موسى الخمسة أيضًا.:93

##### نقد فرضية فيلهاوزن
يؤكد المدافعون عن فرضية فيلهاوزن أنها تفسر بشكل جيد الاختلافات والتكرار الموجود في أسفار التوراة الخمسة.:58,59 علاوة على ذلك، فهم يزعمون بأنها تقدم تفسيرًا للطابع الغريب للنص ذي الرمز P، والتي تعكس وجهة نظر و مخاوف كهنة إسرائيل. ظلت نظرية فيلهاوزن دون منازع تقريبًا حتى سبعينيات القرن العشرين الميلادي، حين بدأت تتعرض لانتقادات شديدة. بحلول نهاية السبعينيات وحتى التسعينيات، "رفضت الدراسات الكبرى الواحدة تلو الأخرى، كسلسلة ضربات المطرقة، الإدعاءات الرئيسية للنظرية الوثائقية، والمعايير التي على أساسها نُوقشت تلك الادعاءات".:95 تعرضت الفرضية للنقد بسبب تأريخها للمصادر، ولافتراضها أن المصادر الأصلية كانت وثائق متماسكة أو كاملة. أظهرت دراسات البنية الأدبية لأسفار موسى الخمسة أن النصين J وP استخدما نفس البنية، وأن العناصر والموضوعات تعبر حدود المصادر المختلفة، مما يقوض الحجج الخاصة بأصولها المنفصلة.:4:36
نُوقشت مشاكل وانتقادات الفرضية الوثائقية من قبل المحللين الأدبيين الذين أشاروا إلى خطأ الحكم على الكتابات الشرقية القديمة، كما لو كانت نتاج البروتستانت في أوروبا الغربية؛ ومن خلال التقدم في الأنثروبولوجيا الذي قوض افتراضات فيلهاوزن حول كيفية تطور الثقافات؛ وأيضًا من خلال الاكتشافات الأثرية المختلفة التي تُظهر أن البيئة الثقافية للعبرانيين الأوائل كانت أكثر تقدمًا مما اعتقد فيلهاوزن.:64:39,80:11 ونتيجة لذلك، يتمسك عدد قليل من علماء الكتاب المقدس في القرن الحادي والعشرين الميلادي بفرضية فيلهاوزن الوثائقية في شكلها الكلاسيكي.:15 وكما يقول نيكولسون: "إنها في حالة انحدار حاد - وقد يقول البعض إنها في حالة من متقدمة من "التصلّب المميت"- ويتم مناقشة حلول جديدة يُحث عليها لتحلّ مكانها".:96 ومع ذلك لم يتم الاتفاق على بديل للفرضية حتى الآن: "على الرغم من أن فرضية فيلهاوزن تحتاج إلى مراجعة وتطوير مُفصّل، إلا أنها تظل الأساس الأكثر أمانًا لفهم أسفار موسى الخمسة".:vi

#### نقد مصدر العهد الجديد: المشكلة الإزائية
في دراسات العهد الجديد، اتخذ نقد المصدر نهجًا مختلفًا قليلًا عن دراسات العهد القديم من خلال التركيز على تحديد المصادر المشتركة لنصوص متعددة بدلاً من البحث عن المصادر المتعددة لمجموعة واحدة من النصوص. وقد أظهر هذا أن الأناجيل هي نتاج مصادر، وهي أيضًا مصادر في الوقت نفسه. كمصادر، يعتمد أناجيل متى ومرقس ولوقا جزئيًا على بعضهم البعض، وهُمْ مستقلين جزئيًا عن بعضهم البعض. تُسمّى هذه المشكلة بالمشكلة الإزائية، وتفسيرها هو المعضلة الكبرى في نقد مصادر العهد الجديد. إن أي تفسير يتم تقديمه يجب أن "يأخذ في الاعتبار (أ) ما هو مشترك بين جميع الأناجيل؛ (ب) ما هو مشترك بين أي اثنين منها؛ (ج) ما هو خاص بكل منها".:87 توجد عدة نظريات تناولت المشكلة، مع عدم وجود اتفاق عالمي، ولكن أصبحت هناك نظريتان سائدتان: فرضية المصدرين وفرضية المصادر الأربعة.:136–138
يُعد إنجيل مرقس الأقصر بين الأناجيل الأربعة، حيث يحتوي على 661 آية فقط، منها 600 آية موجودة في إنجيل متى و350 آية في إنجيل لوقا. بعض هذه الآيات متطابقة حرفيًا. ويتفق معظم العلماء على أن هذا يشير إلى أن إنجيل مرقس كان مصدرًا لإنجيلي متى ولوقا. وهناك أيضًا بعض الاتفاق الحرفي بين إنجيلي متى ولوقا لآيات غير موجودة في إنجيل مرقس.:85–87 في سنة 1838م، طوّر فيلسوف الدين كريستيان هيرمان فايسه نظرية حول هذا الأمر، حيث افترض أن مجموعة من أقوال يسوع من مصدر سمّاه المصدر Q (المصدر ق) المأخوذ من كلمة «Quelle» الألمانية التي تعني "مصدر".:86 وقال إن كانت هذه الوثيقة موجودة من قبل، فهي الآن مفقودة، ولكن يمكن استنتاج بعض موادها بشكل غير مباشر. وذكر خمس حجج مُفصّلة للغاية تؤكد وجود الوثيقة ق وهي: الاتفاق اللفظي بين إنجيلي مرقس ولوقا، وترتيب الأمثال، والتكرارات، والتناقض في أولويات كل إنجيل، والتماسك الداخلي لكل واحد من الأناجيل.:41 جعلت الوثيقة ق فرضية المصدرين أفضل الحلول المختلفة للمشكلة الإزائية.:12:fn.6 هناك أيضًا مادة فريدة تخص كل إنجيل بمفرده. يشير ذلك إلى وجود مصادر منفصلة إضافية لإنجيلي متى ولوقا. استخدم عالم الكتاب المقدس برنت هيلمان ستريتر هذه الرؤية لتحسين وتوسيع نظرية المصدرين إلى نظرية ذات أربعة مصادر في سنة 1925م.:5:157

##### نقد نظرية المصدرين
رغم اتفاق معظم العلماء على أن نظرية المصدرين تقدم أفضل تفسير للمشكلة الإزائية، ويقول البعض إنها حلّتها؛ يقول آخرون إنها لم تحلّها بشكل مُرضٍ. يقول دونالد جوثري أنه لا توجد نظرية واحدة تقدم حلاً كاملاً، حيث أن هناك صعوبات معقدة ومهمة خلقت تحديات لكل نظرية.:208 أحد الأمثلة على ذلك، هو تحدي بازل كريستوفر بتلر لشرعية نظرية المصدرين، مجادلًا بأنها تحتوي على مغالطة لاكمان:110 التي تقول أن نظرية المصدرين تفقد تماسكها عندما يُعترف بأنه لا يمكن تحديد أي مصدر لإنجيل مرقس.:149 يؤيد عالم العهد الجديد فريدريك غرانت فرضية أن الأناجيل متعددة المصادر.:158

## الإرث
يقول كين وريتشارد سولين أن «النقد الكتابي غيّر بشكل دائم الطريقة التي يفهم بها الناس الكتاب المقدس.:22» إحدى الطرق لفهم هذا التغيير هي رؤيته كمشروع ثقافي. زعم جوناثان شيهان بأن «الدراسة النقدية تعني أن الكتاب المقدس يجب أن يصبح أداة ثقافية في المقام الأول. فلم يعد من الممكن أن يكون كتابًا مقدسًا كاثوليكيًا أو كتابًا مقدسًا لوثريًا، ولكن كان لا بد من تجريده من طابعه الكتابي ضمن تفسيرات طائفية محددة.:9» ونتيجة لذلك، لم يعد يُنظر إلى الكتاب المقدس على أنه مجرد قطعة أثرية دينية، ولم يعد تفسيره مقتصرًا على جماعة المؤمنين.:129 يُدرَس التأثير الثقافي للكتاب المقدس في مجالات أكاديمية متعددة، مما نتج عنه ليس فقط الكتاب المقدس الثقافي، بل الكتاب المقدس الأكاديمي الحديث أيضًا.:9 ويضيف سولين أن «الممارسين الرائدين في النقد الكتابي... قد وضعوا معايير الصناعة والفطنة والبصيرة التي لا تزال تحدد وتيرة العمل اليوم.":22» جعل النقد الكتابي دراسة الكتاب المقدس أكثر علمانية وعلمية وديمقراطية. بدأ إدراك أن "الأدب لم يُكتب من أجل أبناء أكسفورد وكامبريدج فحسب، بل أيضًا من أجل عامة الناس... وكانت معارضة السلطة، وخاصة الكنسية [سلطة الكنيسة]، منتشرة على نطاق واسع، وكان التسامح الديني في ازدياد". شُكّك في المعتقدات القديمة، وسُمِحَ بمناقشة الآراء المتطرفة. بدأ العلماء الكتابة بلغاتهم المشتركة، مما جعل أعمالهم متاحة لجمهور أكبر.
بهذه الطريقة، أدى النقد الكتابي أيضًا إلى صراع، حيث يعتقد الكثيرون مثل روي هاريسفيل أن النقد الكتابي أنشئه أولئك المعادين للكتاب المقدس. هناك جوانب من النقد الكتابي لم تكن معادية للكتاب المقدس فحسب، بل أيضًا للأديان التي كتابها هو الكتاب المقدس، سواء في مقاصده أو أثره.:119,120 لذلك أصبح النقد الكتابي، في تصور الكثيرين، اعتداء على الدين، وخاصة المسيحي، من خلال تبني هذا المجال لمنهج "استقلال العقل". يعد صعود النقد الكتابي، سببًا في تراجع سلطة الكتاب المقدس. :137 يلخص اللاهوتي الإنجليزي جون روجرسون ذلك قائلًا: «بحلول سنة 1800م، وصل النقد التاريخي في ألمانيا إلى النقطة التي قسّموا فيها سفر التكوين إلى مصدرين أو أكثر، وتنازعوا حول وحدة تأليف سفري إشعياء ودانيال، وأثبتوا الترابط بين الأناجيل الثلاثة الأولى، وفُسّرت مُعجزات العهدين القديم والجديد على أنهما نتاج النظرة البدائية أو ما قبل العلمية لكتبة الكتاب المقدس.» ووصفها جيفري راسل قائلًا: «انتقل الإيمان من كلمات الكتاب المقدس نفسه إلى كلمات النقاد الكتابيين المؤثرين... تراجعت المسيحية الليبرالية على عجل أمام تقدم العلم والنقد الكتابي. وبحلول نهاية القرن الثامن عشر الميلادي، كان الليبراليون المتقدمون قد تخلّوا عن جوهر المعتقدات المسيحية.:151,153» أدى ذلك إلى خلق "أزمة فكرية" في المسيحية الأمريكية في أوائل القرن العشرين الميلادي، أدت إلى رد فعل عنيف ضد النهج النقدي. تسبب رد الفعل العنيف هذه في معركة داخلية شرسة للسيطرة على الكنائس المحلية والطوائف القومية ومدارس اللاهوت والمعاهد اللاهوتية.:93
من ناحية، يقول روجرسون أن «النقد التاريخي ليس معاديًا بطبيعته للإيمان المسيحي.» من ناحية أخرى، كتب مايكل فيشبان صراحةً سنة 1992م قائلًا: «لم نعد نلتزم ببقاءنا ضمن قالب الكتاب المقدس... لقد أخرجنا العمل الذي بذلناه على مدى قرون عديدة من رحم جنة عدن ومنابع الحياة والمعرفة فيها... لقد فقد الكتاب المقدس سلطته القديمة.:121» يرى عالم الدين والأخلاق جيفري ستاوت إن الإرث الأعمق لفقدان الكتاب المقدس سلطته هو تكوين العالم الحديث نفسه.:6 "وهناك من يعتبرون أن عدم تقديس الكتاب المقدس بمثابة المفتاح السحري الذي أظهر أحاسيس وأنماط جديدة من الخيال" دخلت في تطوير العالم الحديث.:121 بالنسبة للكثيرين، فإن النقد الكتابي "أطلق مجموعة من التهديدات" للإيمان المسيحي. بالنسبة للآخرين، أثبت النقد الكتابي فشله، ويرجع ذلك في الأساس إلى افتراض أن البحث النمطي غير التاريخي يمكنه أن يتحكم في أي وكل الأسئلة والمشاكل المصاحبة للتفسير. بينما لا يزال آخرون يعتقدون أن النقد الكتابي، "المجرد من غطرسته غير المبررة"، يمكن أن يكون مصدرًا موثوقًا للتفسير.
ويؤكد فيشبان أن «السؤال المهم بالنسبة لأولئك الذين يستمرون في أي مجتمع يؤمن بالعقيدة اليهودية أو المسيحية هو، بعد 200 عام من النقد الكتابي: هل لا يزال من الممكن اعتبار النص مقدسًا؟ يؤثر هذا السؤال على عمق كياننا الثقافي، ويتتبع علاقتنا بالنص الأساسي لأصولنا الدينية والثقافية.:121» شبّه فيشبان النقد الكتابي بالنبي أيوب الذي دمّر رؤى تخدم المصالح الشخصية من أجل انتقال أكثر صدقًا من النص الإلهي إلى النص البشري.:129  أو كما يقول روجرسون: «لقد كان النقد الكتابي تحريرًا لأولئك الذين يريدون أن يكون إيمانهم مرتكزًا على أسس ذكية وصادقة فكريًا.»
بحلول نهاية القرن العشرين الميلادي، غيرت وجهات نظر جديدة متعددة المفاهيم المركزية للنقد الكتابي وأهدافه، مما أدى إلى تطوير مجموعة من التخصصات الجديدة والمختلفة في النقد الكتابي.:21,22

### النقد البروتستانتي المحافظ
تعد الحركة الأصولية الأمريكية في عشرينيات وثلاثينيات القرن العشرين الميلادي أحد آثار النقد الكتابي. بدأت الأصولية، جزئيًا على الأقل، كرد فعل على النقد الكتابي الليبرالي في القرن التاسع عشر الميلادي.:4  يعتقد بعض الأصوليين أن النقاد الليبراليين اخترعوا دينًا جديدًا تمامًا “يتعارض تمامًا مع الإيمان المسيحي”.:29 ومع ذلك، هناك بروتستانت محافظون قبلوا النقد الكتابي، وهذا أيضًا جزء من آثار النقد الكتابي. يعد ويليام سميث مثالاً للإنجيلي في القرن التاسع عشر الميلادي الذي اعتقد أن النقد التاريخي كان ثمرة مشروعة لتركيز الإصلاح البروتستانتي على النص الكتابي. لقد رأى أنها "أداة ضرورية لتمكين مرتادي الكنيسة الأذكياء" من فهم الكتاب المقدس، وكان رائدًا في إنشاء الشكل النهائي للفرضية التكميلية للفرضية الوثائقية.:298 كما دافع عالم الكتاب المقدس الميثودي آرثر بيك عن وجهة نظر مماثلة لاحقًا.:298 وواصل العلماء البروتستانت المحافظون المساهمة في الدراسات النقدية.:140–142 يقول مارك نول أنه «في السنوات الأخيرة، قام عدد متزايد بشكل مطرد من الباحثون المؤهلون جيدًا والذين يُنشر لهم على نطاق واسع بتوسيع وتعميق تأثير الدراسات الإنجيلية.:135»

### النقد الكاثوليكي
طوال القرنين السابع عشر والثامن عشر الميلاديين، تجنب اللاهوت الكاثوليكي النقد الكتابي بسبب اعتماده على العقلانية، مفضلاً بدلاً من ذلك الانخراط في التفسير التقليدي المعتمد على أعمال آباء الكنيسة،:90 باستثناء بعض الحالات أبرزها ريتشارد سيمون وإغناز فون دولينغر وحركة البولاندية.
أظهرت الكنيسة معارضة قوية للنقد الكتابي خلال تلك الفترة. أدت الثورات السياسية المتكررة، ومعارضة الليبرالية المريرة للكنيسة، وطرد الطوائف الدينية من فرنسا وألمانيا، إلى جعل الكنيسة متشككة بشكل واضح من التيارات الفكرية الجديدة. في سنة 1829م، انتقد البابا بيوس الثامن في أحد رسائله "أولئك الذين ينشرون الكتاب المقدس بتفسيرات جديدة تتعارض مع قوانين الكنيسة"، بحجة أنهم "يشوهون المعنى بمهارة من خلال تفسيرهم الخاص"، من أجل "يتأكدوا من أن القارئ ثد شرب سمومهم القاتلة بدلاً من ماء الخلاص المنقذ". وفي سنة 1864م، أصدر البابا بيوس التاسع رسالته «إدانة الأخطاء الحالية» (باللاتينية: Quanta cura)، التي شجب فيها ما اعتبره أخطاء كبيرة يعاني منها العصر الحديث، التي أدرجها في ملحق، أدان فيه التفسيرات العقلانية للكتاب المقدس. وفي سنة 1871م، رفض الدستور العقائدي «ابن الله» (باللاتينية: Dei Filius)، الذي وافق عليه المجمع الفاتيكاني الأول النقد الكتابي، وأكد من جديد على أن الكتاب المقدس كتبه الله وأنه معصوم من الخطأ. بدأ ذلك في التغير في العقود الأخيرة من القرن التاسع عشر الميلادي عندما أنشأت الدومينيكاني الفرنسي ماري جوزيف لاغرانج سنة 1890م مدرسة في القدس تسمى "المدرسة العملية للدراسات الكتابية"، والتي أصبحت فيما بعد في سنة 1920م المدرسة الفرنسية للكتاب المقدس والآثار، لتشجيع دراسة الكتاب المقدس باستخدام المنهج التاريخي النقدي.:300 في سنة 1892م، قام لاغرانج بتمويل «مجلة الكتاب المقدس»، وتحدث في مؤتمرات مختلفة، وكتب تعليقات على الكتاب المقدس تتضمن أعمالًا نقدية نصية خاصة به، وقام بعمل رائد في الأنواع والأشكال الكتابية، ومهد الطريق للتغلب على مقاومة المنهج النقدي التاريخي بين زملائه العلماء.:301
في 18 نوفمبر 1893م، أصدر البابا ليون الثالث عشر رسالة «الإله العليم» (باللاتينية: Providentissimus Deus). أعطت الرسالة أول ترخيص رسمي لاستخدام الأساليب النقدية في دراسة الكتاب المقدس، حيث جاء فيها: «ومن ثمّ، فمن المناسب أن يتقن أساتذة النصوص المقدسة واللاهوتيون تلك اللغات التي كتبت بها الكتب المقدسة في الأصل،(§17) وأن يكون لديهم معرفة بالعلوم الطبيعية.(§18)» وأوصى بأن يجب على دارس النصوص المقدسة أن يحصل أولاً على أساس سليم من تفسيرات الآباء أمثال ترتليان وقبريانوس وهيلاري وأمبروسيوس وليون الكبير وغريغوريوس الكبير وأوغسطينوس وجيروم،(§7) ويفهم ما فسروه حرفيًا، واستعاراتهم؛ وملاحظة ما صنّفوه إيمانًا، وما هو رأي.(§19) على الرغم من أن رسالة "الإله العليم" حاولت تشجيع الدراسات الكتابية الكاثوليكية، إلا أنها خلقت المشاكل أيضًا. ففي هذه الرسالة، استبعد ليون الثالث عشر إمكانية حصر الوحي وعصمة الكتاب المقدس في مسائل الإيمان والأخلاق.
تسارع الوضع بعد انتخاب البابا بيوس العاشر، حيث رأى بيوس، الذي يميل بإخلاص للاتجاه المحافظ، أن النقد الكتابي جزء من الاتجاه الحداثي المدمر المتزايد في الكنيسة. ولذا، فقد أدان النقد الكتابي صراحةً في المنهج البابوي «نتائج مؤسفة حقًا» (باللاتينية: Lamentabili sane exitu)، وفي رسالته البابوية «إطعام قطيع الرب» (باللاتينية: Pascendi Dominici gregis) حيث وصفها بأنها هرطقة. كما أغلق المدرسة الكتابية ومجلة الكتاب المقدس، واستدعى لاغرانج إلى فرنسا سنة 1912م. وبعد وفاة بيوس العاشر، أدان البابا بندكت الخامس عشر أيضًا النقد الكتابي العقلاني في رسالته البابوية «الروح المُعزّي» (باللاتينية: Spiritus Paraclitus)،:99,100 ولكنه اتخذ أيضًا خطًا أكثر اعتدالًا من سلفه، حيث سمح للاغرانج بالعودة إلى القدس، وإعادة فتح مدرسته ومجلته. وفي سنة 1943م في الذكرى الخمسين لرسالة ليون الثالث عشر "الإله العليم"، أصدر البابا بيوس الثاني عشر المنشور البابوي «المُلهم بالروح القدس» (باللاتينية: Divino Afflante Spiritu) الذي أجاز فيها النقد التاريخي، وفتح حقبة جديدة في الدراسات النقدية الكاثوليكية. وقد لعب اليسوعي أوغسطين بيا دورًا حيويًا في نشر النقد التاريخي.:298 كما أجاز الدستور العقائدي «كلمة الله» (باللاتينية: Dei verbum) الذي وافق عليه المجمع الفاتيكاني الثاني، ووافق عليه البابا بولس السادس سنة 1965م التوسّع في دراسات النقد الكتابي.
كان ريموند براون وجوزيف فيتزماير ورولاند ميرفي أشهر العلماء الكاثوليك الذين طبّقوا النقد الكتابي والمنهج النقدي التاريخي في تحليل الكتاب المقدس، وقاموا معًا بتأليف تعليق جيروم الكتابي وتعليق جيروم الكتابي الجديد الذي لا يزال أحد الكتب الأكثر استخدامًا في المعاهد اللاهوتية الكاثوليكية في الولايات المتحدة. كما نُشرت طبعة ثالثة منقحة بعنوان "تعليق جيروم الكتابي للقرن الحادي والعشرين" سنة 2022م، التي حرّرها جون جاي كولينز وجينا هينز-بياتشا، وباربرا ريد، ودونالد سينيور. كما عمل علماء كاثوليك أمثال جون ماير وكونليث كيرنز ورينالد فولر وليونارد جونستون على إعداد تعليق كاثوليكي جديد على الكتاب المقدس. يُعد جون ماير أيضًا مؤلف العمل متعدد الأجزاء عن يسوع التاريخي، اليهودي الهامشي.

### النقد اليهودي
شكّل النقد الكتابي صعوبات فريدة لليهودية. لم يشارك بعض العلماء اليهود أمثال الحاخام سولومون شيشتر في النقد الكتابي لأنهم رأوا في انتقاد أسفار موسى الخمسة تهديدًا للهوية اليهودية.:83 ونظرًا لتزايد معاداة السامية في ألمانيا في أواخر القرن التاسع عشر الميلادي وأوائل القرن العشرين الميلادي، صُوّر النقد العالي على أنه مسعى مسيحيًا بروتستانتيًا تمامًا، ودفع الشعور بأن العديد من النقاد الكتابيين لم يكونوا أكاديميين محايدين ولكنهم كانوا من أنصار الاستبدالية شيشتر إلى وصف "النقد العالي بأنه معاداة أعلى للسامية".:42,83 كان ماركوس كاليش أحد أوائل النقاد التاريخيين اليهود المتخصصين في دراسات أسفار موسى الخمسة، والذي بدأ عمله في القرن التاسع عشر الميلادي.:213 بحلول أوائل القرن العشرين الميلادي، أصبح النقد التاريخي لأسفار موسى الخمسة سائدًا بين العلماء اليهود.:218 وفي سنة 1905م، كتب الحاخام ديفيد تسفي هوفمان نقدًا لغويًا موسعًا في مجلدين لنظرية فيلهاوزن دعم فيه اليهودية الأرثوذكسية، وصفه أستاذ الكتاب المقدس بنيامين زومر بأنه "من بين التعليقات الأكثر دقة وتفصيلاً على النصوص القانونية [ اللاويين والتثنية ] المكتوبة على الإطلاق".:215 وفقًا لعلي الرفاعي أستاذ دراسات العهد القديم، فإن أقوى تفنيد لنظرية فيلهاوزن الوثائقية جاء على يد يحزقيل كوفمان سنة 1937م.:8 كان كوفمان أول عالم يهودي يستغل النقد العالي بشكل كامل لمواجهة نظرية فيلهاوزن. كانت أساليب فيلهاوزن وكوفمان متشابهة، ولكن استنتاجاتهم كانت متعارضة.:267

### النقد النسوي
أثر النقد الكتابي على الحركة النسوية وتأثر بها. في الثمانينيات، أعادت فيليس تريبل وإليزابيث شوسلر فيورينزا صياغة النقد الكتابي من خلال تحدي عدم الاهتمام والموضوعية المفترضين اللذين ادعاهما لنفسه، وتوضيح كيف لعبت المواقف الأيديولوجية اللاهوتية دورًا حاسمًا في التفسير. على سبيل المثال، أصبح النموذج الأبوي لإسرائيل القديمة مفهومًا من مفاهيم النقد الكتابي في الدراسات الأنثروبولوجية خلال القرن التاسع عشر الميلادي.:9 تقبّلت عالمات نسويات من الموجة النسوية الثانية هذا النموذج،:15 ولكن أثارت نسويات الموجة الثالثة المخاوف بشأن دقته.:24–25 تقول كارول مايرز إن علم الآثار النسوي أظهر أن "هيمنة الذكور كانت حقيقية؛ لكنها كانت جزئية، وليست المهيمنة"، مما أدى إلى تغيير في الوصف الأنثروبولوجي لإسرائيل القديمة على أنها هرمية وليست أبوية.:27
يُعد النقد النسوي وجهًا من أوجه حركة اللاهوت النسوي التي بدأت في الستينيات والسبعينيات كجزء من الحركة النسوية في الولايات المتحدة.:1 ترتبط ثلاث مراحل من التفسير النسوي للكتاب المقدس بموجات الحركة النسوية الثلاث.:11 منذ استجابة اللاهوت النسوي للعولمة، جعل اللاهوت النسوي نفسه أقل غربية على وجه التحديد، وبالتالي تجاوز وصفه الأصلي "كحركة عرّفتها الولايات المتحدة الأمريكية".:2  شجّع النقد النسوي نقد استجابة القارئ للنص الذي يتضمن موقف "المعارضة" أو "المقاومة".

### النقد الكتابي الأفرو-أمريكي
اسهم النقد الكتابي في تغييرات عميقة في الثقافة الأفرو-أمريكية. كتب فون بوكر قائلًا: «مثل هذه التطورات تضمنت إدخال أنواع مختلفة من اللاهوت الميتافيزيقي الأمريكي في المواعظ والأغاني، والتعديلات الليتورجية [لاستيعاب] حضور الروح القدس من خلال الصراخ والرقص، والتغييرات الموسيقية». هذه التغييرات من شأنها أن «تكمل وتعيد تشكيل الحياة الدينية الأفرو-أمريكية التقليدية.» كما كتب مايكل جوزيف براون أن الأمريكيين من أصل أفريقي استجابوا لافتراض العمومية في النقد الكتابي من خلال تحديه. ويقول براون إن جميع قراءات الكتاب المقدس سياقية، حيث يجلب القراء معهم سياقهم الخاص: التصورات والخبرات المحصودة من المواقف الاجتماعية والثقافية.:2 يعتمد النقد الكتابي الأفرو-أمريكي على لاهوت التحرير واللاهوت الأسود، ويبحث عن ما يحتمل التحرير في النصوص.:2

### النقد العلمي الاجتماعي
النقد العلمي الاجتماعي هو جزء من اتجاه أوسع في النقد الكتابي يسعى لأن يعكس الأساليب متعددة التخصصات والمتنوعة. نشأ النقد العلمي الاجتماعي من نقد الصياغة، ومن الشعور بأن نقد الصياغة التاريخي فشل في تحليل السياقات الاجتماعية والأنثروبولوجية التي ادعى النقاد أنها شكّلت النصوص بشكل مناسب. استخدم النقد العلمي الاجتماعي وجهات نظر ونظريات ونماذج وأبحاث العلوم الاجتماعية لتحديد المعايير الاجتماعية التي ربما أثرت على نمو النص الكتابي. لذا، فهو يشبه النقد الكتابي التاريخي في أهدافه وأساليبه، وله قواسم مشتركة أقل مع المناهج النقدية الأدبية، حيث يحلل الأبعاد الاجتماعية والثقافية للنص والسياق المحيط به.

## إقرأ أيضا
- مراجعة كبسولية
- نقد أدبي
- نقد تاريخي

## الملاحظات
1. ↑  تُعرف بالألمانية باسم Kultgeschichtliche Schule أو Religionsgeschichtliche Schule.[4]:161
2. ↑  
  - تقول فيورنزا: "لقد صاغ اللاهوتيون المسيحيون الذكور مفاهيم لاهوتية من خلال تجربتهم الثقافية الخاصة، مصرين على اللغة الذكورية المتعلقة بالإله، وعلى عالم رمزي لا تظهر فيه النساء... وتصر الباحثات النسويات على أن النصوص والتقاليد الدينية "يجب إعادة تفسيرها حتى تتمكن النساء وغيرهم من "غير الأشخاص" من تحقيق الأهلية الكاملة في الدين والمجتمع".[64]
  - وهذا "يؤدي بطبيعة الحال إلى اتهام ثانٍ ضد النقد الكتابي: وهو أنه حكر على زمرة صغيرة من الناس في العالم الغربي الغني، حاولوا وضع تشريعات حول الكيفية التي يجب أن تقرأ بها الكتلة الهائلة من البشرية الكتاب المقدس. ...لم يفصل فقط هذا النقد الكتاب المقدس عن المجتمعات المؤمنة، بل خصّصه أيضًا لمجموعة معينة: وهم العلماء البيض والذكور والغربيون.[2]:150
3. ↑  هناك إجماع بين نقاد النصوص في القرن الحادي والعشرين الميلادي على أن المواقع المختلفة المحددة تقليديًا لأنواع النص غير صحيحة ومضللة. وبالتالي، ينبغي استخدام التسميات الجغرافية بحذر؛ يفضل بعض العلماء الإشارة إلى أنواع النص باسم "المجموعات النصية" بدلاً من ذلك.[81]:3–9
4. ↑  يقول فيفيانو: "في حين أن انتقادات المصدر كانت دائمًا لها منتقديها، إلا أن العقود القليلة الماضية شهدت تصاعدا في مستوى عدم الرضا".[99]:52
  - نشر فرانك مور كروس كتابه "الأسطورة الكنعانية والملحمة العبرية" سنة 1973م، زاعمًا بأن النص P لم يكن وثيقة مستقلة ومتماسكة، ولكنه كان توسيعًا تحريريًا للنصين J و E المدمجين.[92]:1–6 كان ذلك بداية سلسلة من الهجمات على الفرضية الوثائقية.
  - تبعه هانز هاينرخ شميد بكتابه "ما يسمى باليهوي" (1976م)، والذي شكك في تاريخ المصدر اليهوي. اقترح مارتن روز، في سنة 1981م، أن اليهوي كان مقدمة للتاريخ الذي يبدأ بسفر يشوع. واقترح فان سيترز، في كتابه "إبراهيم في التاريخ والتقليد"، تاريخًا لليهوي في القرن السادس قبل الميلاد.[92]:10–11
  - في سنة 1989م، استخدم رولف ريندتورف نقد الصياغة لإظهار أن تطور أسفار موسى الخمسة كان مخالفًا للطريقة التي تزعمها الفرضية الوثائقية.[99]:49 وزعم في كتابه "مشكلة عملية النقل في أسفار موسى الخمسة" بأنه لم يكن هناك أي من النصين اليهوي ولا الإلوهيمي مصادرًا متماسكةً، ولم تكن سوى قصص مجزأة مستقلة، وقصائد، وما إلى ذلك.[92]:11
  - اعترض علماء التقليد الشفهي في منتصف القرن العشرين على "عقلية الكتاب" في نقد المصدر، قائلين إن فكرة أن القدماء "قصوا ولصقوا" من مصادرهم تعكس العالم الحديث أكثر من العالم القديم.[99]:49
  - إن وجود التناقضات والتكرارات لا يثبت بالضرورة وجود مصادر منفصلة، لأنها "متوقعة بالنظر إلى الخلفية الثقافية للعهد القديم والفترة الطويلة التي كان النص خلالها في طور التكوين ويتم نقله شفويا".[99]:50
  - فُنّدت النظرية الوثائقية من خلال تقسيم المصادر وإضافة مصادر أخرى، لأنه: "كلما زاد عدد المصادر التي يجدها المرء، كلما أصبح الدليل على وجود وثائق مستمرة أكثر ضعفًا".[99]:51
  - هناك مشكلة أخرى في التأريخ. "إن عملية التطور الديني أكثر تعقيدًا وغير منتظمة كما يتصورها فيلهاوزن. وبدون افتراضاته التطورية، لم يعد من الممكن قبول تأريخ المصادر الخاص به... وقد اختلف العديد من العلماء خلال القرن الماضي مع تأريخات فيلهاوزن".[99]:51
  - يقول ماكنزي وكالتنر "إن التحليل العلمي في حالة تغير مستمر".[101]:58
5. ↑  كتب دون ريتشاردسون أن نظرية فيلهاوزن كانت، جزئيًا، مشتقة من نظرية أنثروبولوجية شائعة في القرن التاسع عشر الميلادي تُعرف باسم نظرية تايلور.[106]:5
  - كُتبت نظرية إدوارد بيرنت تايلور في سنة 1870م، وهي عبارة عن نموذج تطوري يؤكد ثلاث مراحل من التطور في الدين من الروحانية إلى الشرك إلى التوحيد الذي أعقب التقسيم الطبقي الثقافي الذي جاء مع الملكية. يقول لويس إم هوبفي: "لقيت نظريات تايلور قبولًا واسع النطاق واعتبرت كلاسيكية لسنوات عديدة".[107]
  - ظلت النظرية السائدة حتى أنتج فيلهلم شميدت دراسة عن "التوحيد الأصلي" سنة 1912م بعنوان "أصل مفهوم الإله" توضح وجود التوحيد في الثقافات البدائية غير المتطورة.[108]:119,124
  - في هذه الأثناء، التُقطت نظرية تايلور واستُخدمت في مجالات أخرى تتجاوز الأنثروبولوجيا. فمثلًا، تعتمد فرضية فيلهاوزن على فكرة أن الشرك سبق التوحيد في تطور اليهودية. ومن ثم، "يعتمد لاهوت فيلهاوزن على نظرية أنثروبولوجية لم يعد معظم علماء الأنثروبولوجيا يؤيدونها".[108]:124

## وصلات خارجية
- ألين ب. روس (مدرسة بيسون اللاهوتية، جامعة سامفورد)، "دراسة النقد النصي" دليل لمنهجية النقد النصي. (بالإنجليزية)